# Pinkus Abortion Technician
Pinkus Abortion Technician est un album des Melvins sorti en 2018 sur le label Ipecac.

## Liste des pistes
| No | Titre                                  | Durée |
| -- | -------------------------------------- | ----- |
| 1. | Stop Moving to Florida                 |       |
| 2. | Embrace the Rub                        |       |
| 3. | Don’t Forget to Breathe                |       |
| 4. | Flamboyant Duck                        |       |
| 5. | Break Bread                            |       |
| 6. | I Want to Hold Your Hand (The Beatles) |       |
| 7. | Prenup Butter                          |       |
| 8. | Graveyard                              |       |

## Musiciens
- Buzz Osborne (guitare, chant)
- Steven McDonald (basse)
- Jeff Pinkus (basse)
- Dale Crover (batterie)